# FK Dainava Alytus
FK Dainava Alytus este un club de fotbal lituanian din Alytus. 

## Participări în campionatele lituaniene
| Sezon | Div. | Liga   | Locul | @     | Listare      |
| ----- | ---- | ------ | ----- | ----- | ------------ |
| 2011  | 1.   | A lyga | 8.    | [ 1 ] |              |
| 2012  | 1.   | A lyga | 7.    | [ 2 ] |              |
| 2013  | 1.   | A lyga | 8.    | [ 3 ] |              |
| 2014  | 1.   | A lyga | 10.   | [ 4 ] | desființării |

## Antrenori
- Virginijus Sinkevičius
- Rimvydas Kochanauskas (1 ianuarie 2012–1?)
- Darius Urbelionis (27 mai 2013–????)